# Гельман, Александр Юрьевич
Алекса́ндр Ю́рьевич Ге́льман (род. 30 ноября 1976) — российский шахматист, международный мастер (1995). Один из самых популярных шахматных видеоблогеров в русском интернете.
Гельман прославился эмоциональными комментариями своих блиц-партий в интернете.
Кроме блиц-партий на своём канале Гельман публикует обучающие видео и разборы собственных партий с сильными игроками, такими, как Александром Грищуком и Александром Морозевичем.
Победитель мемориала Г. А. Гольдберга (Москва, 1998).
Женат. Проживает в Германии.